# Ramiro Amarelle
Ramiro Figueiras Amarelle (Ponteceso, 17 de dezembro de 1977) é um jogador espanhol de futebol de praia. Actua como avançado.